# Canterbury (Nový Zéland)
Canterbury (maorsky Waitaha) je region na Jižním ostrově Nového Zélandu. Leží zde Christchurch, největší město ostrova a administrativní centrum regionu. Dalšími městy jsou Timaru, Ashburton, Rangiora a Rolleston. Region Canterbury zahrnuje distrikty Ashburton, Hurunui, Kaikoura, Mackenzie, Selwyn, Timaru, Waimakariri, Waimate a Waitaki.